# Regina Twala
Regina Gelana Twala (eNdaleni, 1908 – 1968) è stata un'attivista, scrittrice, femminista, insegnante, ricercatrice swazilandese e leader della liberazione in Sudafrica e eSwatini.
Twala divenne una ricercatrice prolifica, scrittrice e attivista politico, contribuendo a fondare il Partito Progressista dello Swaziland. Fu anche l'unica candidata donna a candidarsi per un seggio nel primo Consiglio legislativo dello Swaziland nel 1963.

## Biografia

### Primi anni di vita
Twala è nata Regina Dorris Mazibuko nel 1908 a eNdleni, Sudafrica, da una famiglia Zulu. È cresciuta in una stazione missionaria metodista rurale a eNdaleni. Sua madre, Muriel Majozi, lavorava come collaboratrice domestica a Durban.

### Istruzione e inizio carriera
Twala si diplomò alla Indaleni Girl's High School nel 1924, dove, nonostante i confini dell'educazione missionaria per le donne dell'epoca, eccelleva a livello accademico. Twala si formò come insegnante di scuola presso l'Adams College, una scuola missionaria americana lungo la costa del Natal. Il suo primo lavoro è stato quello di insegnare nella sua ex scuola a eNdaleni. Mentre lavorava come insegnante all'inizio degli anni '30, Twala scriveva una rubrica fissa per il popolare quotidiano nero Bantu World sotto lo pseudonimo di Mademoiselle. Il biografo di Twala, Joel Cabrita, scrive che le ventitré colonne che Twala scrisse come Mademoiselle erano "pionieristiche nella loro schietta celebrazione dell'indipendenza femminile". Nel 1935 iniziò a scrivere una rubrica simile per il giornale Umteteli wa Bantu con lo pseudonimo di Sorella Kollie. Mentre scriveva per questi giornali, Twala partecipò e vinse diversi concorsi di scrittura, incluso il secondo premio al Premio Esther Bedford di maggio per un saggio "Tales of Swazi and Hlubiland" che aveva scritto sulla base di interviste con i suoi parenti a eNdaleni.

### Johannesburg
Nel 1936, Twala sposò il suo primo marito, Percy Kumalo, un impiegato in una miniera d'oro a Johannesburg. Si è trasferita da eNdaleni a Johannesburg per vivere con Kumalo. A Johannesburg, ha lavorato in una scuola missionaria dell'American Board contro la norma dell'epoca secondo cui una volta sposate, le donne smettono di lavorare fuori casa.

### Ulteriore istruzione
Twala studiò come parte del gruppo inaugurale della Jan Hofmyer School of Social Work, la prima istituzione a formare assistenti sociali neri in Sud Africa, dove si laureò nel 1942 come migliore della sua classe.
Nel 1948, dopo aver completato una laurea in studi sociali, divenne la seconda donna nera a conseguire una laurea presso l'Università del Witwatersrand a Johannesburg (Mary Malahlela, medico, fu la prima donna nera a laurearsi all'università, un anno dopo). Ha poi conseguito una laurea presso l'università, dove la sua tesi si è concentrata sulla lavorazione delle perline africane.

### Carriera
Twala divenne una ricercatrice prolifica, in particolare sulle questioni femminili e sui costumi nativi dell'Africa meridionale. Fondò anche una biblioteca specificatamente ad uso delle donne.
Come scrittrice, Twala ha contribuito con colonne di giornali a diverse pubblicazioni nello Swaziland, tra cui Umteteli Wa Bantu e Izwi lama Swazi. Scriveva spesso sotto pseudonimi, tra cui Mademoiselle, Gelana, RD Twala, Reggie e Sorella Kollie. Alla sua morte, lasciò quattro libri manoscritti inediti.
Twala era una femminista africana pionieristica e una leader di liberazione, attiva nel movimento anticoloniale.
La sua attività politica includeva nel 1960 la co-fondazione del Partito Progressista dello Swaziland, di cui era una figura influente.
Era una candidata per il primo Consiglio legislativo dello Swaziland alle elezioni generali dello Swaziland del 1964, candidandosi come indipendente nel collegio elettorale di Manzini. Twala è stata l'unica donna ad essere nominata alle elezioni. Non ha vinto un seggio al Parlamento.
Inoltre, Twala è stata una pioniere del culto pentecostale nella regione e membro attivo del movimento cristiano evangelico. A lei viene attribuito il merito di aver introdotto la denominazione delle Assemblee di Dio nell'area che ora è eSwatini.

## Vita privata
Nel 1939 sposò il collega attivista sociale Dan Twala, che divenne un collaboratore significativo nel suo lavoro. La coppia era amica intima di Nelson Mandela e Winnie Madikizela-Mandela.

## Morte
Twala morì nel 1968, un mese prima che lo Swaziland ottenesse l'indipendenza.

## Eredità
Un libro di Joel Marie Cabrita su Twala, intitolato Written Out: The Silencing of Regina Gelana Twala,  è stato pubblicato nel gennaio 2023 da Ohio University Press e Wits University Press.